# Cecília Queiroz
Cecilia Queiroz é uma jornalista e advogada brasileira.
Nascida na cidade de São Paulo, Cecília trabalhou como jornalista e como produtora cultural, tendo vários livros publicados na área de comunicação em parceria com os jornalistas Eduardo Ribeiro e Paulo Vieira Lima e com a bibliotecária e ex-presidente do Conselho Federal de Biblioteconomia, Mercedes Della Fuente. Participou da Comissão Permanente e Aberta dos Jornalistas em Assessorias de Imprensa do Sindicato dos Jornalistas de São Paulo, que publicou o Manual de Assessoria de Imprensa, na década de 80, criando limites de trabalho entre os profissionais de jornalismo e relações públicas. Publicou os livros Colunistas Brasileiros. Cursos para Jornalistas no Exterior, Fontes de Informação, Imprensa Automotiva e o livro premiado pela Aberje - Assessorias de Imprensa e Comunicação Empresarial.

## Festivais de cinema
Começou em 2007 a promover o cinema brasileiro no exterior tendo apresentado quase 600 filmes brasileiros no exterior (Canadá, Chile, Tanzânia). Dentre os festivais que realiza está o BRAFFTV - Brazilian Film Festival of Toronto no Canadá, considerado o maior festival de cinema brasileiro no exterior, feito por uma equipe de voluntários no Brasil e no Canadá. O BRAFFTV premiou mais de  80 produções e profissionais do audiovisual, dentre eles Selton Melo, Fernanda Montenegro, e os filmes A oeste do fim do mundo e Cine Holliudy.
O Tanz Cine Brazil, produzido na Tanzânia, ministra oficinas na Universidade de Dar es Salaam e apresenta filmes em favelas, praças publicas, praias e vilas do interior.
Dirige também o Pink Latino, mostra LGBTQ, que é apresentado no Canadá, e itinera pela Argentina e Venezuela.
É curadora de mostras brasileiras e foi jurada internacional de festivais no Chile - DIVA Film Festival. e FEMCine.

## Filmografia
Roteirizou e editou o filme Merging Cultures - The Brazilian Impact on Canada, um filme que mostra como os brasileiros impactaram a vida dos canadenses na área de música, gastronomia, etc. O filme foi apresentado em 2012, durante o BRAFFTV.